# Inga maritima
Inga maritima là một loài rau đậu thuộc họ Fabaceae.
Loài này chỉ có ở Brasil.